# Bosco ex Parmigiano
Bosco ex Parmigiano (Bòsch in dialetto cremonese) è l'unica frazione di Gerre de' Caprioli in provincia di Cremona.
Gli abitanti hanno superato le 1 000 anime dopo un adeguamento del piano regolatore che ha permesso un ampliamento dei terreni edificabili con la costruzione di diverse abitazioni nel nuovo secolo.

## Geografia fisica
Alla fine di via Landi si giunge all'imbocco tra il cavo Morbasco che si getta nel fiume Po; da qui parte il Parco del Po e del Morbasco; parco locale di interesse sovracomunale (PIL) istituito nel 1999.
Il parco è dotato di attracco fluviale e d'estate è meta di numerose crociere domenicali sul fiume Po che toccano il territorio del piacentino e del parmense. 
All'interno del parco è presente una grande spiaggia fluviale detta spiaggione della Luna, meta di turismo.
Il parco è uno degli esempi di bosco planiziale, bosco di pianura che un tempo costeggiava tutte le sponde del fiume Po.

### Territorio
È sito sulla sponda sinistra del fiume Po, si trova a 37 metri sul livello del mare.
Il paese, anche se è frazione, ospita la sede comunale perché la maggior parte degli abitanti di Gerre de' Caprioli abita proprio nella frazione che si è sviluppata intorno al nucleo della chiesa di San Gioacchino (XIX secolo).
Il paese dista 6 km da Cremona a cui è collegato mediante la vecchia strada dell'argine (via Bosco) e la nuova tangenzialina.

## Storia
L'etimologia del nome sembrerebbe risalire ad una caratteristica geografica, cioè la vegetazione che in passato si trovava rigogliosa lungo la riva del Po. La seconda parte di questo toponimo, invece, richiama l'antica denominazione del ducato di Parma e Piacenza che fino al 1815 ebbe possedimenti sulla riva sinistra del Po. 
Il territorio di Bosco era parte del feudo di Polesine, uno dei feudi del cosiddetto Stato Pallavicino, divenuto parte del ducato di Parma e Piacenza nel 1545 Appartenne al territorio del ducato di Parma fino all'anno 1800 (Grandi 1856-1858, ad vocem).

## Monumenti e luoghi d'interesse
La chiesa di San Gioacchino è stata costruita nel 1826. Ha una sola navata; la facciata è ornata da un rosone e da una trifora. Il campanile ha l'impianto di una piccola torre quadrata.
Nei pressi del fiume Po, è presente un piazzale, noto come ex piarda Guidotti, da dove un tempo si estraeva la ghiaia dal fiume. Ora lo stabile è stato sistemato ed è stato adibito a centro di ricerca e documentazione, nonché a sala polivalente.
Nel 2007 è stato costruito anche un cimitero sovracomunale con il comune di Cremona.

## Società

### Tradizioni e folclore
Il santo patrono della frazione è san Gioacchino, la cui ricorrenza si festeggia il 26 luglio anche se la sagra del paese ricorre la terza domenica di ottobre.

## Cultura

### Eventi
Tra la settimana del 25 aprile 1º maggio si svolge la tradizionale Festa dei oòf cott, giunta nel 2014 alla 32ª edizione; lo scopo è raccogliere fondi per associazioni di volontariato. 
Come dice il nome, durante questa festa si servono piatti a base di uova cotte e non può mancare la classica torta fritta con i salumi.

## Sport
Il locale campo sportivo è sede della ASD Cremona Rugby.